# Rudka (Michałów)
Rudka – przysiółek wsi Michałów w Polsce, położony w  województwie świętokrzyskim, w powiecie skarżyskim, w gminie Skarżysko Kościelne.
W latach 1975–1998 przysiółek administracyjnie należał do województwa kieleckiego.